# وجهات شحن السعودية

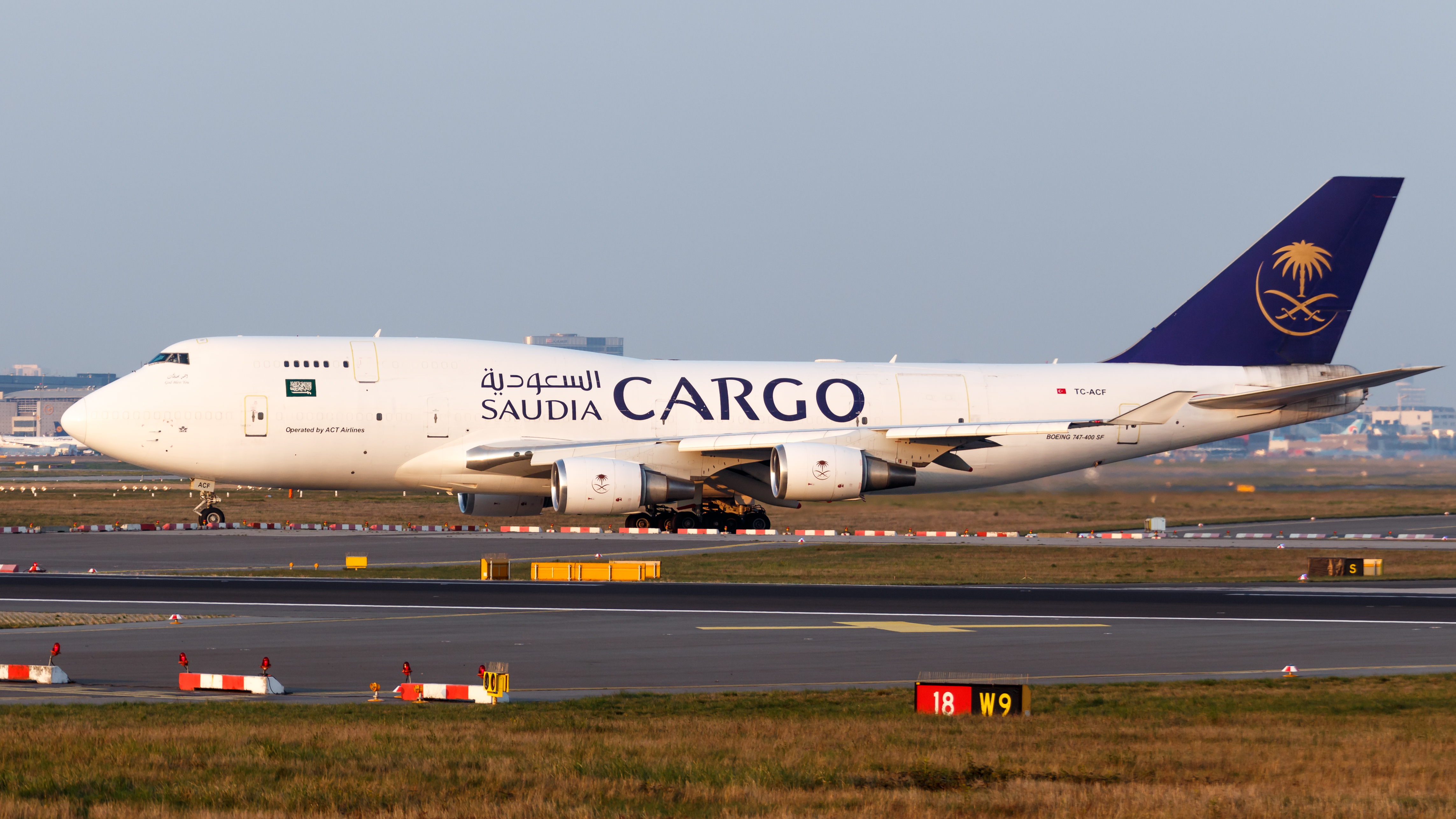
طائرة من طراز بوينغ 747-400 تابعة للسعودية للشحن الجوي في فرانكفورت، ألمانيا

شركة الخطوط السعودية للشحن تسير رحلات إلى أربع قارات و 225 وجهة دولية و 26 وجهة محلية ، تدير أسطولًا متخصصًا من سفن الشحن وتوفر سعة نقل كبيرة عبر آسيا وأفريقيا وأوروبا والولايات المتحدة الأمريكية. كما تعتبر جسر بين الشرق والغرب من خلال مراكزها.